# Puerta de Palmas
A Puerta de Palmas (spanyol nevének jelentése: pálmák kapuja) a spanyolországi Badajoz egyik műemléke, a város jelképe.

## Története
Építése 1460-ban kezdődött, egy időben az első Guadiana-híddal, a Puente de Palmasszal. Eredeti neve Puerta Nueva, azaz „új kapu” volt, ám ezt a nevet később átvette egy másik kapu, amelyet Pajaritos-kápolna közelében építettek fel. Mai nevét a környékre régebben jellemző pálmafákról kapta. Bár környékét az idők során többször átépítették, maga az építmény sokáig megmaradt a város erődített bejáratának, később vámmal összefüggő célokat is szolgált. Egyes dokumentumok szerint a két tornyot igen súlyos bűnöket elkövetett gonosztevők börtöneként is használták.

## Leírás
Az építmény Badajoz történelmi belvárosának északnyugati szélén, a Guadiana folyó partján, a Puente de Palmas híd végénél áll. A félköríves kapuívet két jóval magasabb, kör alaprajzú bástya szegélyezi. A folyó felé néző oldal (amely előtt egy szökőkutat is kiépítettek) díszítése egyszerűbb, bár itt is látható többek között egy kőcímer (V. Károlyé) és két medalion, amelyek feltehetőleg szintén V. Károlyt és feleségét, Portugáliai Izabellát ábrázolják. Fölöttük egy kétsoros felirat fut végig, amely az 1551-es évszámra utal, valamint V. Károly uralkodóra és Fülöp hercegre. A folyóval ellentétes oldal más formákat mutat: itt a kapu fölött egy erkélyszerű fülkében egy Szűz Mária-szobor és két dombormű helyezkedik el.

## Képek

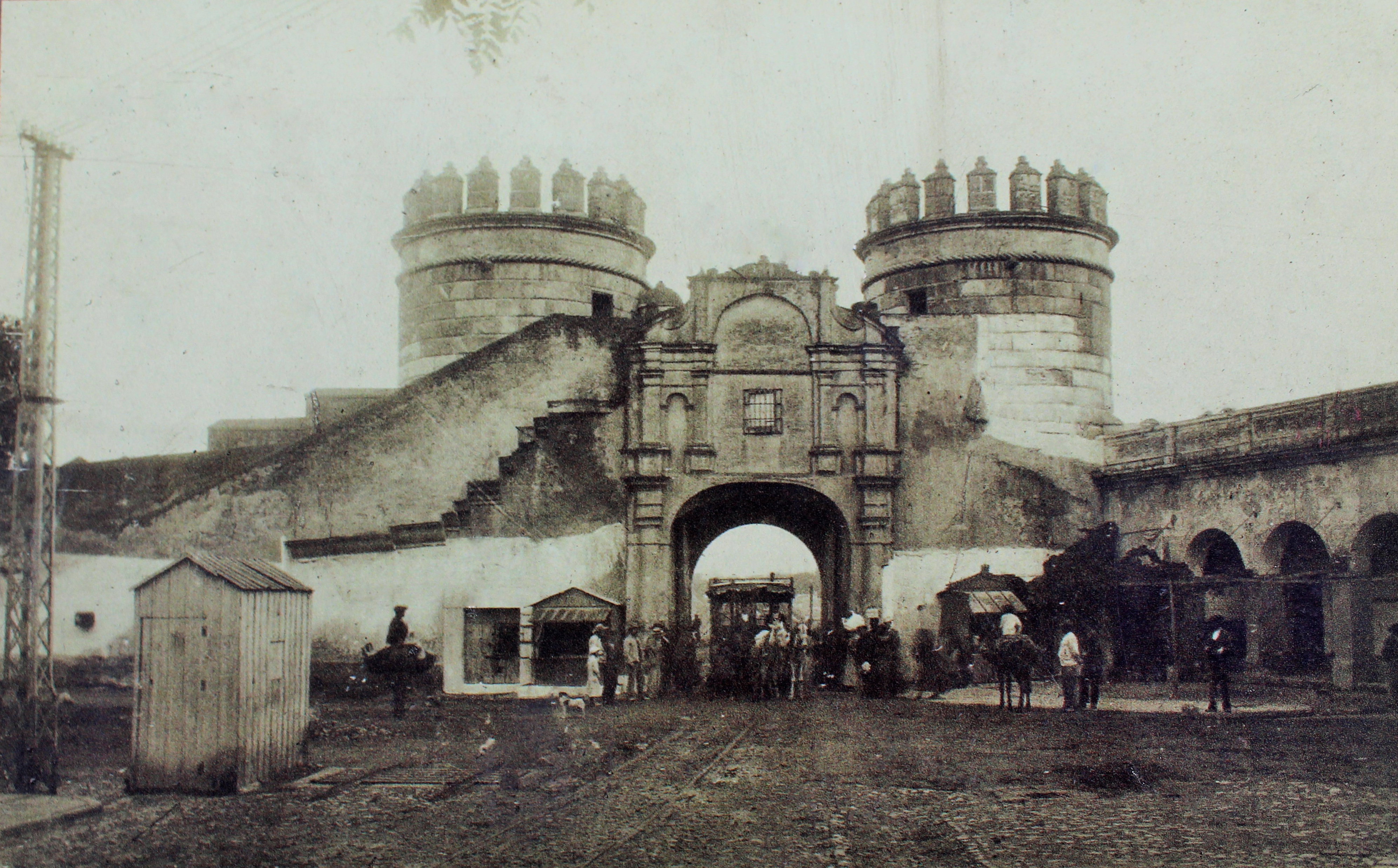
Régi kép 1903-ból
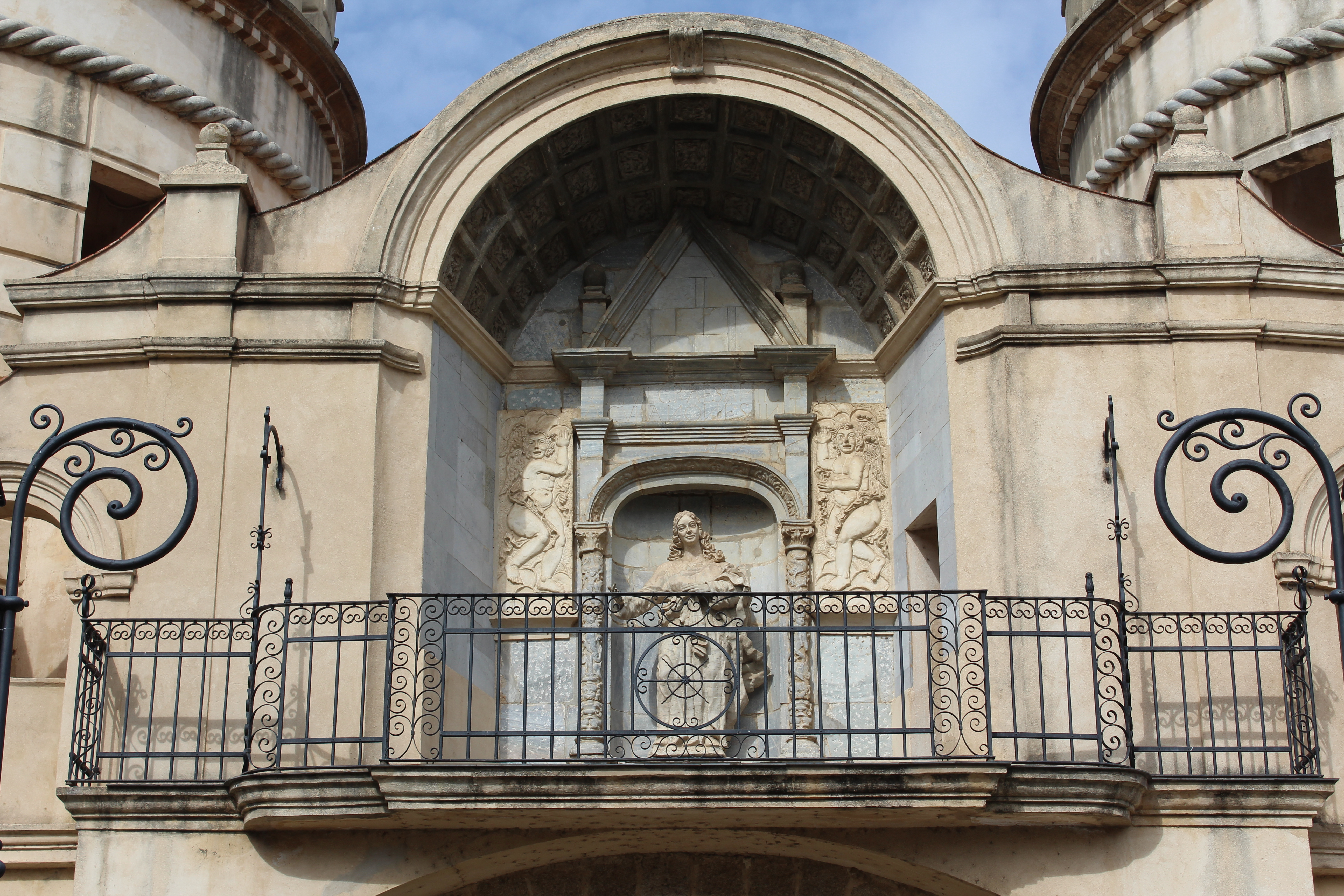
Részlet
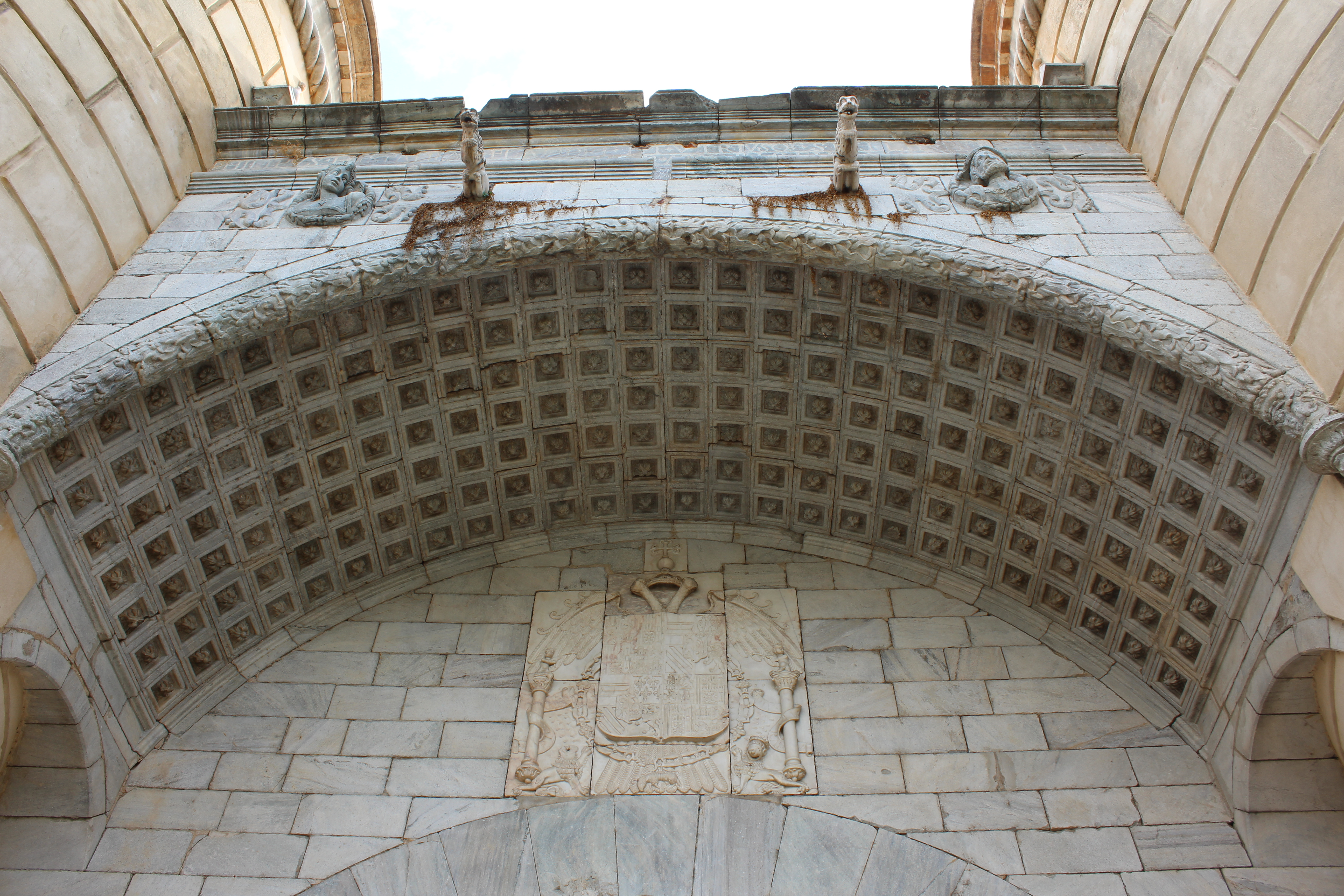
Részlet
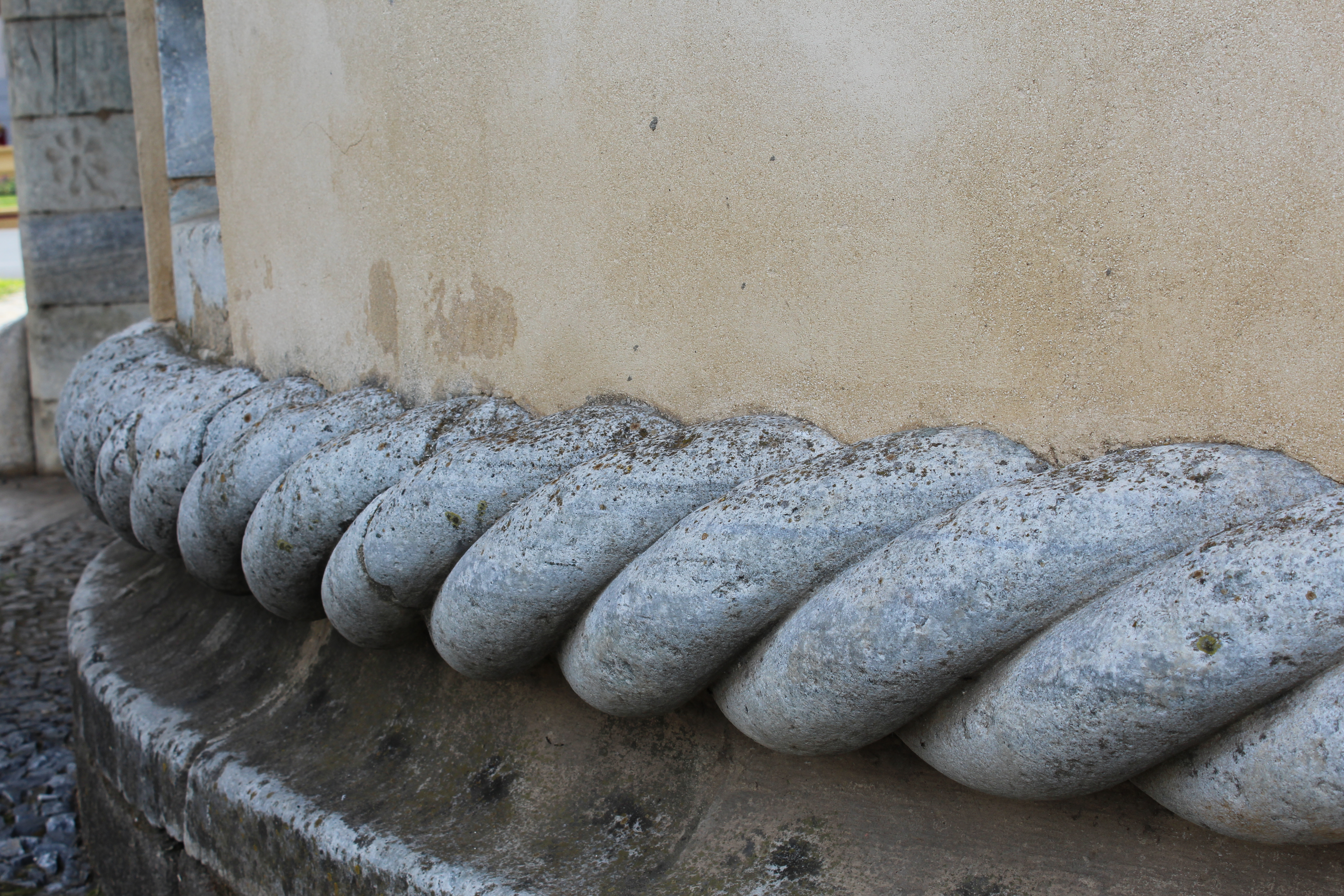
Részlet